# Вільям Фокс
Вільям Фокс (англ. William Fox, справжнє ім'я — Вільгельм Фрід; 1 січня 1879 — 8 травня 1952) — один з піонерів американської кінематографії, який заснував корпорацію Fox Film у 1915 році. У 1936 році Фокс продав свою частку в компанії, щоб врятувати її від банкрутства, проте його ім'я живе в назвах різних засобів масової інформації, які нині належать Руперту Мердоку, передовсім телевізійної мережі Fox, Fox News Channel, 20th Century Fox і 21st Century Fox.

## Біографія

### Ранні роки
Фокс народився в місті Тольксва, Угорщина, і спочатку називався Вільгельм Фрід. Його батьки, Майкл Фрід і Анна Фукс, були німецькими євреями. Кінець-кінцем сім'я емігрувала в Сполучені Штати й осіла в Нью-Йорку. Вільгельм працював рознощиком газет і в хутряній та швейній промисловості, а потім змінив своє ім'я на Вільяма Фокса. У 1900 році він заснував власну компанію, яку продав у 1904 році, щоб придбати свій перший кінотеатр. У 1915 році він заснував Fox Film Corporation.

### Кінокар'єра
У 1925—1926 роках Фокс прийняв на роботу почесного громадянина Гаррісона Оуенса, придбав американські права на систему Tri-Ergon, винайденої трьома німецькими винахідниками, й найняв Теодора Кейса для створення оптичного запису звуку Fox Movietone, який був введений в 1927 році з виходом фільму Фрідріха Вільгельма Мурнау «Схід: Пісня двох людей». З 1928 по 1963 рік Fox Movietone News був одним з основних виробників кінохроніки в США, поряд з такими студіями, як The March of Time (1935—1951) і Universal Newsreel (1929—1967).
У 1927 році Маркус Лоу, керівник конкуруючої студії Metro-Goldwyn-Mayer, помер і контроль над MGM перейшла до його помічника Ніколаса Шенка. Фокс побачив можливість розширити свою імперію. Проте боси MGM Луїс Б. Маєр та Ірвінг Тальберг були обурені, оскільки, попри свої високі посади в MGM, вони не були акціонерами й не могли вплинути на Шенка. Маєр використав свої політичні зв'язки, щоб переконати Міністерство юстиції подати в суд на Fox за порушення федерального антимонопольного законодавства. У цей час, у середині 1929 року, Фокс сильно постраждав в автомобільній аварії. Коли він видужав, розпочався обвал фондового ринку 1929 року, який практично знищив усі фінансові холдинги та поховав усі шанси на злиття Loews-Fox.
Фокс втратив контроль над корпорацією Fox Film у 1930 році під час недружнього поглинання. Поєднання краху фондової біржі, травм, одержаних внаслідок автомобільної аварії, та антимонопольних дій, запроваджених урядом США, змусили Фокса розпочати затяжну семирічну боротьбу, щоб запобігти банкрутству.

### Кінець кар'єри й смерть
У 1936 році Фокс спробував підкупити суддю Джона Воррена Девіса й лжесвідчив, за що був засуджений до шести місяців тюремного ув'язнення. Після відбуття цього терміну Фокс пішов з кінобізнесу. 
Помер 8 травня 1952 року у віці 73 роки в Нью-Йорку. Жоден голлівудський продюсер не прийшов на його похорон. Фокс був похований на кладовищі Salem Fields у Брукліні.